# Tadeusz Boroń
.

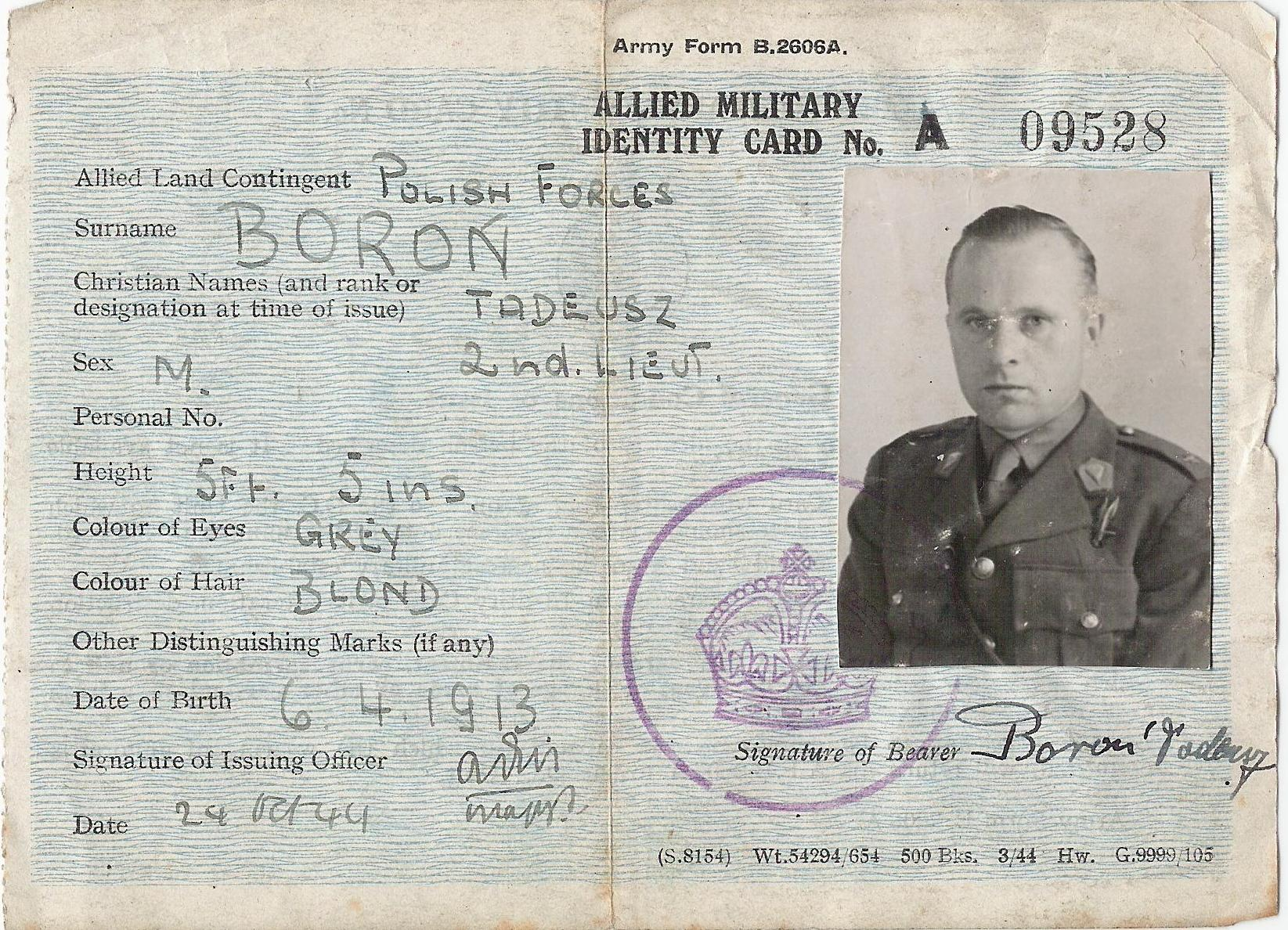
Karta identyfikacyjna oficera Sprzymierzonych Sił Zbrojnych w Wielkiej Brytanii

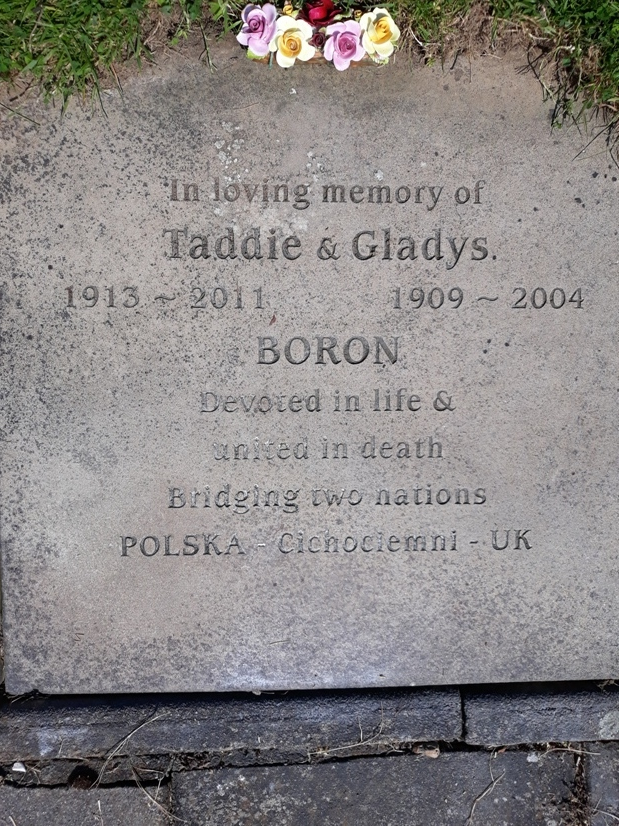
płyta pamiątkowa Tadka i Gladys, umieszczona na cmentarzu Vale w Luton

Tadeusz Boroń (ur. 6 kwietnia 1913 w Starej Wsi, zm. 20 maja 2011 w Luton) – porucznik Polskich Sił Zbrojnych.

## Życiorys
Urodził się w rodzinie Piotra i Wiktorii z Gaborskich. W czasie wybuchu II wojny światowej pracował jako funkcjonariusz Straży Granicznej na północnym wschodzie Polski (Druja). Pod koniec września 1939 razem z innymi strażnikami przekroczył granicę z Łotwą, gdzie został internowany przez wojska radzieckie. Stamtąd polscy pogranicznicy zostali zabrani do obozu w Kozielsku, gdzie przebywali do momentu wybuchu wojny sowiecko-niemieckiej w czerwcu 1941. 24 godziny przed atakiem Niemców, wraz z innymi żołnierzami z obozu, został wywieziony do innego obozu jenieckiego na północy Rosji. Stamtąd trafił do Tockoje-Buzułuk-Kujbyszew (obecnie Samara), gdzie tworzył się 2 Korpus Polski pod dowództwem gen. Władysława Andersa. Tadeusz Boroń został przydzielony do 6 Dywizji Piechoty „Lwów” (ograniczonej w 1942 do 6 Lwowskiej Brygady Piechoty i włączonej w skład 5 Kresowej Dywizji Piechoty) dowodzonej przez gen. Michała Tokarzewskiego-Karaszewicza.

W 1942 Tadeusz Boroń został dowódcą II plutonu, 2 kompanii Szkoły Spadochroniarzy w Szachrisabz/Szachrysiabz (d. Uzbecka SRR, Uzbekistan), skąd przerzucono go do Syrii, a następnie do Persji (Iran).

W roku 1943, po przeczytaniu ogłoszenia w prasie wojskowej (biuletyn armijny) o naborze ochotników do elitarnej jednostki dywersyjnej, działającej na tyłach wroga, wstąpił do cichociemnych.

Wyekspediowani osobiście przez gen. Władysława Andersa do Wielkiej Brytanii, kandydaci na cichociemnych wyruszyli w kilkumiesięczną podróż przez Egipt do portu w Durban (Afryka Płd.), a następnie do portu w Kapsztadzie. Stamtąd na pokładzie luksusowego liniowca "Queen Mary" (wykorzystywanego jako transportowiec wojskowy) trafili do Rio de Janeiro, a następnie do Nowego Jorku. Dalej wraz z żołnierzami amerykańskimi, na pokładzie statków wojskowych zostali przetransportowani do Greenock (Szkocja). Na miejscu przechodzili szkolenia: spadochronowe (Ringway), samochodowe (Falkirk) i czołgowe (na jednostkach typu „Sherman”). W latach 1943-44 Tadeusz Boroń wraz z grupą innych oficerów (już jako cichociemni) przygotowywali w Londynie do zrzutu na Polskę specjalny oddział spadochroniarzy.

W roku 1944, kiedy przebywał na Kensington, został poważnie ranny podczas nalotu bombowego celowanego w  Ealing, co praktycznie zdyskwalifikowało go jako czynnego komandosa. Po rekonwalescencji współpracował przy organizowaniu nowego batalionu w Szkocji, w 1945 roku. Batalion ten tworzono dla żołnierzy polskich, którzy po zakończeniu II wojny światowej zdecydowali się wrócić (bądź pozostać) do Wielkiej Brytanii.

Tadeusz Boroń został zdemobilizowany w roku 1946 w Ross and Cromarty (Szkocja) w randze porucznika. Pozostawszy w Anglii, rozpoczął studia tekstylne na Uniwersytecie w Nottingham. Po ich zakończeniu, w roku 1948, otrzymał pracę w firmie Via Tex (Slough). Z Luton (w którym mieszkał przy Dunstable Road od 1962 roku) związał się poprzez pracę w Luton Knitting Company. Przeszedł na emeryturę w 1978 roku.

Był aktywnym członkiem społeczności polskiej w Luton/Dunstable od momentu osiedlenia się w 1962. Był najdłużej żyjącym (98 lat, 1 miesiąc, 14 dni) przedstawicielem rodu Boroniów wywodzącego się od Wojciecha i Katarzyny z d. Dydek ze Stareywsi.